# Ryan Brathwaite
Ryan Brathwaite (Bridgetown, 1988. június 6. –) világbajnok barbadosi atléta.
A 2009-es berlini világbajnokságon aranyérmes lett száztíz méteres gátfutáson, miután 13,14-es idővel teljesítette a távot a szám döntőjében. Ez volt Barbados első aranyérme az atlétikai világbajnokságon.

## Egyéni legjobbjai
- 110 méter gát (91,4 cm) – 13,34 (2005)
- 110 méter gát (99,0 cm) – 13,42 (2007)
- 110 méter gát – 13,14 (2009)